# Cestou necestou
Cestou necestou (v anglickém originále Across the Tracks) je americký dramatický film z roku 1989. Režisérem filmu je Sandy Tung. Hlavní role ve filmu ztvárnili Rick Schroder, Brad Pitt, Carrie Snodgress, David Anthony Marshall a Thomas Mikal Ford.

## Obsazení
| Rick Schroder          | Billy Maloney    |
| Brad Pitt              | Joe Maloney      |
| Carrie Snodgress       | Rosemary Maloney |
| David Anthony Marshall | Louie            |
| Thomas Mikal Ford      | Walsh            |
| Annie Dylan            | Linda            |
| Jack McGee             | Frank            |
| Cyril O’Reilly         | Ryder            |